# Partito Progressista (Spagna)
Il Partito Progressista (in spagnolo Partido Progresista) è stato un partito politico spagnolo del XIX secolo. 
Fondato nel 1834 come movimento di opposizione liberale durante la reggenza di Maria Cristina di Borbone-Due Sicilie sullo spettro politico si collocava a sinistra del Partito Moderato e comprendeva le forze politiche chiamate anche Exaltados (radicali) oppure Veinteañistas così chiamati in seguito alla rivoluzione del 1820. 
Il conflitto politico tra i liberali progressisti e il partito moderato, che comprendeva i cosiddetti Doceañistas (il cui nome richiamava il 1812, anno della restaurazione di Ferdinando VII dopo le guerre napoleoniche) e che in seguito confluì nel Partito conservatore, caratterizzò la vita politica della Spagna durante tutto il regno di Isabella (regno 1833–1868).